# Guerres séminoles

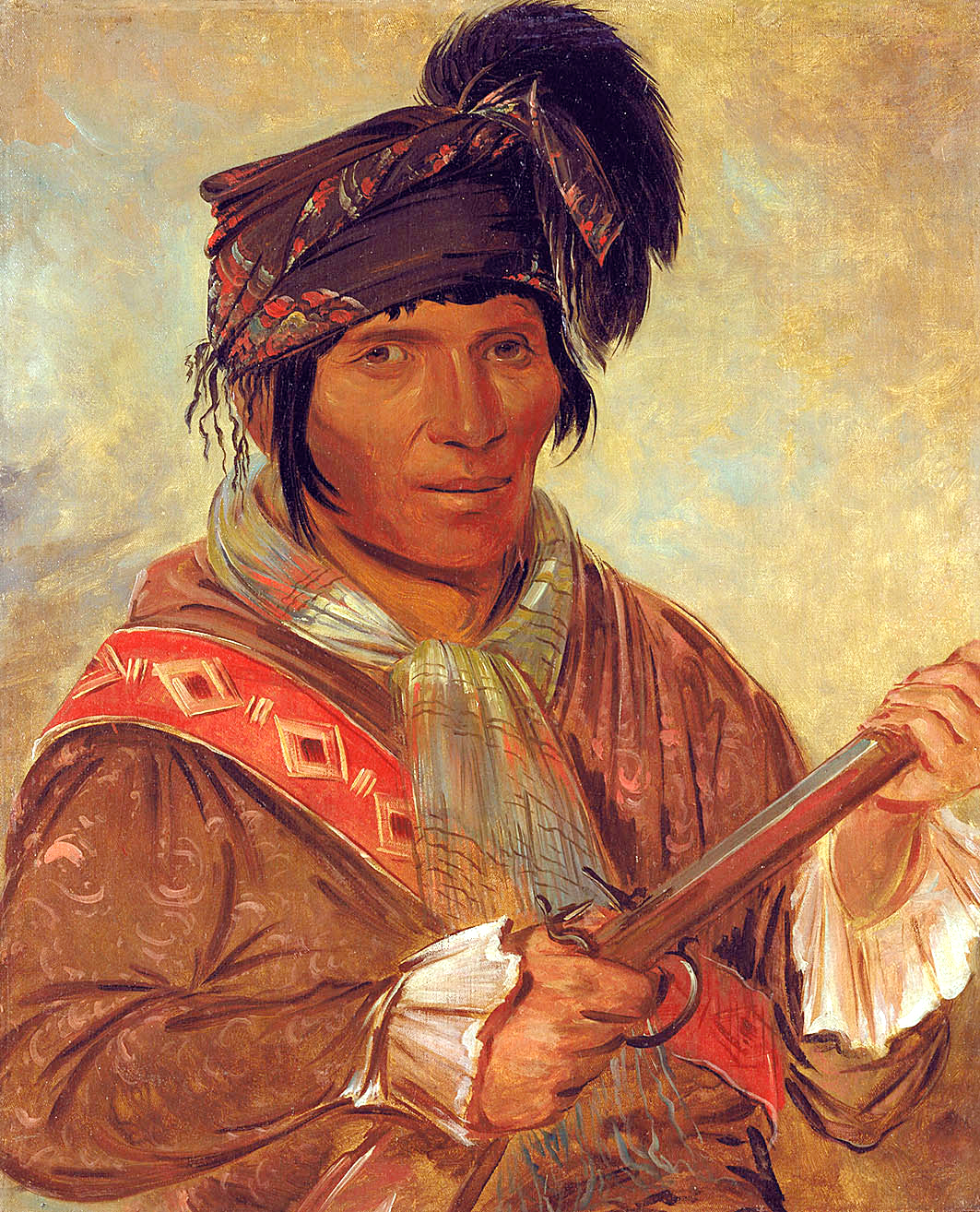
Portrait du chef séminole Co-ee-há-jo, peint par George Catlin (1837).

Les guerres séminoles (en anglais : Seminole Wars ou Florida Wars), désignent trois conflits qui opposèrent, en Floride, les États-Unis à divers groupes d'Amérindiens, connus sous l'appellation collective de Séminoles. La première guerre séminole eut lieu de 1817 à 1818 ; la seconde guerre séminole de 1835 à 1842 ; et la troisième guerre séminole de 1855 à 1858. La seconde guerre séminole, souvent appelée la guerre séminole, fut la plus coûteuse des guerres indiennes que menèrent les États-Unis et aussi l'une des plus longues.

## Contexte

### Floride coloniale

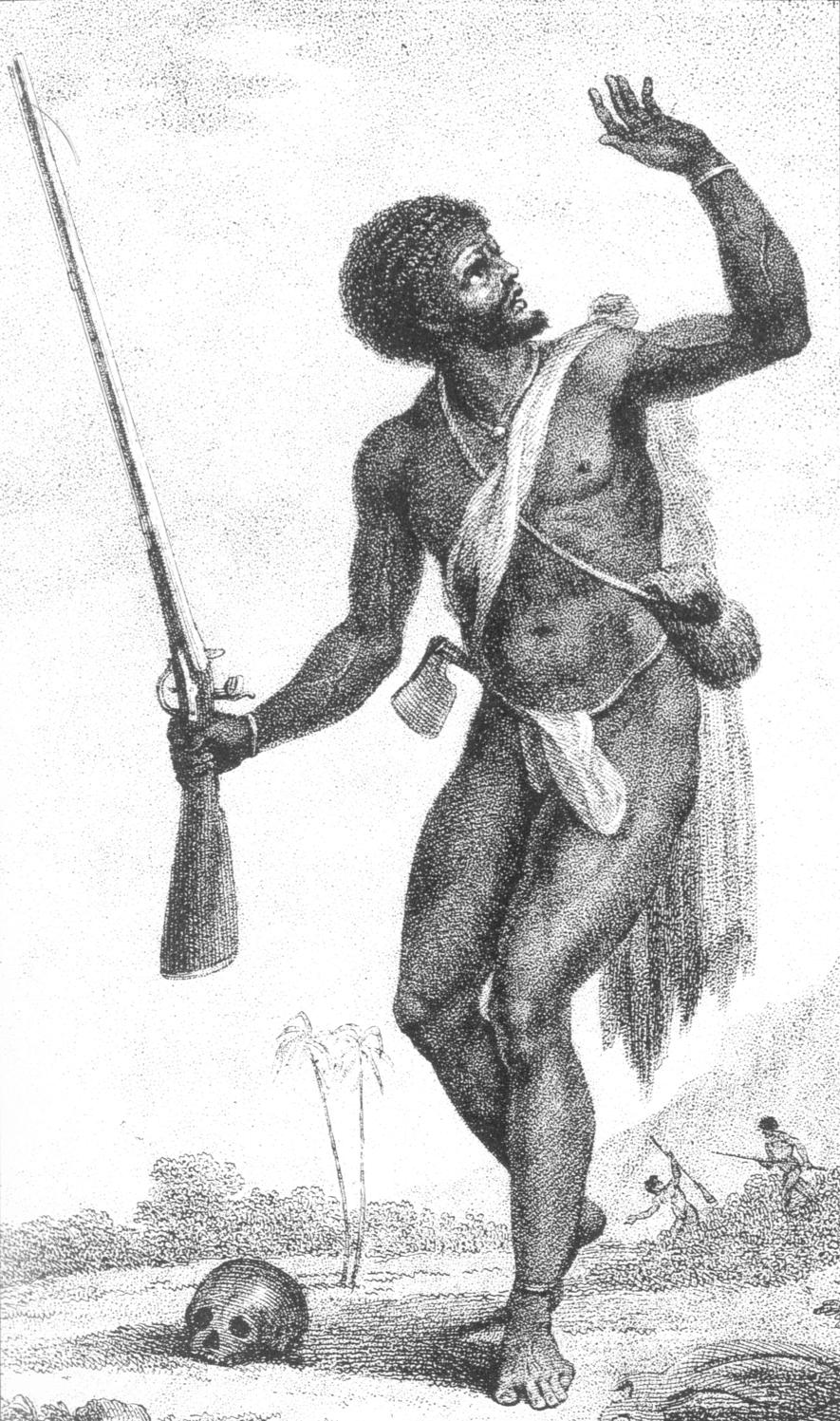
Gravure espagnole, représentant un Negro cimarrón (esclave en fuite).

La population indigène de Floride déclina après l'arrivée des Européens dans la région. Les Amérindiens des États-Unis n'avaient que peu de résistance aux maladies introduites par les colons venus d'Europe. La répression espagnole, exercée sur les indigènes du Nord de la Floride lors de révoltes, réduisit encore leur nombre. Une série de raids, perpétrés par des soldats de la province de Caroline et leurs alliés amérindiens, s'étendant sur toute la péninsule de Floride contribuèrent à la mort ou à la déportation de la plupart des indigènes encore en vie au début du XVIIIe siècle. Lorsque l'Espagne remit la Floride aux Britanniques en 1763, les Espagnols emmenèrent les rares survivants amérindiens à Cuba.
Des groupes de diverses tribus du Sud-Est des États-Unis commencèrent à s'installer sur les terres inoccupées de Floride. En 1715, les Yamasees s'installèrent en Floride en tant qu'alliés des Espagnols à la suite de leurs conflits avec les colonies britanniques. Les Creeks également commencèrent à s'y installer. Un groupe de locuteurs Hitchitis, les MiccosukeeS, s'installèrent autour de ce que l'on nomme aujourd'hui le lac Miccosukee près de Tallahassee. Un autre groupe de locuteurs Hitchiti conduit par le chef Cowkeeper s'installa dans ce qui est aujourd'hui le comté d'Alachua, une région où les Espagnols avaient maintenu des fermes d'élevage (ranchs) au XVIIe siècle. L'un des plus connus était appelé « Rancho de la Chua », et la région prit le nom d' « Alachua Prairie ». Les Espagnols de Saint Augustine commencèrent à nommer les Creeks Alachuas Cimarrones, qui signifie en gros « sauvages » ou « fuyards », mot qui est sans doute à l'origine du nom « Séminole »,. Ce nom fut également donné à d'autres groupes vivant en Floride, bien que les Amérindiens eux-mêmes se considéraient comme membres de diverses tribus. Les autres groupes vivant en Floride à l'époque des guerres séminoles comprenaient les Yuchis, Spanish Indians, ainsi nommés parce qu'on pensait à cette époque qu'ils descendaient des Calusas, ainsi que des rancho Indians, vivant dans des villages de pêcheurs sur les côtes de Floride,,.
Les esclaves fuyant les plantations des colonies britanniques et qui parvenaient jusqu'en Floride espagnole devenaient généralement libres. Les autorités espagnoles accueillaient les esclaves en fuite, les autorisant à s'installer dans leur propre village, nommé Fort Mose, à proximité de Saint Augustine, et les mobilisant dans la milice le cas échéant pour aider à la défense de la ville. D'autres esclaves en fuite rejoignirent les divers groupes séminoles, parfois comme esclaves, et parfois comme membres de la tribu à part entière. Comparativement l'esclavage, tel que le pratiquaient les Amérindiens de Floride était bien léger, comparé à celui en vigueur dans les colonies britanniques. Joshua Reed Giddings écrivit, en 1858, à ce sujet, « Ils tenaient leurs esclaves en un état intermédiaire entre servitude et liberté ; l'esclave vivant en général avec sa propre famille et occupant son temps comme bon lui plaisait, payant annuellement à son maître une petite part de sa récolte de maïs et de légumes. Ces esclaves considérait la servitude à l'égard des Blancs comme la pire des horreurs. » Alors que la plupart des anciens esclaves de Fort Mose partirent à Cuba lorsque les Espagnols quittèrent la Floride en 1763, les autres restèrent au sein des divers groupes d'Indiens. Des esclaves continuant à s'échapper des Carolines et de Géorgie se rendaient toujours en Floride. Les Noirs qui restèrent avec les Séminoles ou qui les rejoignirent s'intégrèrent aux tribus, apprenant leurs langues, adoptant leur mode vestimentaire et épousant leurs filles. Quelques-uns de ces Séminoles noirs devinrent d'importants chefs tribaux.

### Prémices du conflit
Lors de la révolution américaine, les Britanniques, qui contrôlaient la Floride, recrutèrent des Séminoles pour accomplir des raids sur les colonies de Géorgie. La confusion, due à la guerre, permit également à davantage d'esclaves de s'enfuir vers la Floride. Ces évènements firent des Séminoles les ennemis des tout jeunes États-Unis. En 1783, le traité de Paris qui mit fin à la guerre d'indépendance des États-Unis, restitua la Floride à l'Espagne. Avec quelques faibles garnisons stationnées à Saint Augustine, Saint Marks et Pensacola, la mainmise de l'Espagne sur la région était des plus légères. La frontière entre la Floride et les États-Unis n'était pas non plus contrôlée. Les Mikasukis et autres groupes séminoles occupaient toujours des villages aux États-Unis, alors que des squatters américains s'installèrent en Floride espagnole.
La Floride avait été divisée en Floride orientale et Floride occidentale par les Britanniques en 1763, division que les Espagnols conservèrent lorsqu'ils reprirent la Floride en 1783. La Floride occidentale s'étendait du fleuve Apalachicola au Mississippi. Ajoutées à leurs possessions de Louisiane, cela donnait aux Espagnols le contrôle de toutes les embouchures des fleuves qui traversaient les États-Unis à l'ouest des Appalaches. Ceci, ajouté à la volonté des Américains d'étendre leur territoire, doctrine que l'on nomma la Destinée manifeste, les États-Unis désiraient acquérir la Floride, à la fois pour permettre l'utilisation commerciale des fleuves et pour empêcher que la Floride puisse être utilisée par les Européens comme base d'invasion des États-Unis.

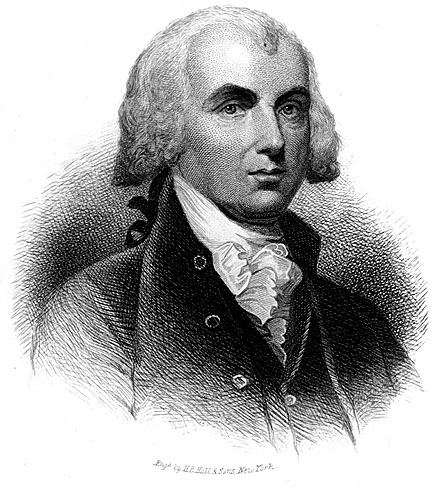
Gravure représentant le président James Madison.

L'achat de la Louisiane à la France, en 1803, mit l'embouchure du Mississippi en mains américaines, mais la plus grande partie de la Géorgie, de l'Alabama, du Mississippi et du Tennessee était traversée par des rivières passant par les Florides orientale ou occidentale avant d'atteindre le golfe du Mexique. Les États-Unis revendiquèrent la portion de la Floride occidentale, à l'ouest de la Perdido River comme faisant partie de l'achat de la Louisiane, alors que les Espagnols considéraient la Floride occidentale comme s'étendant jusqu'au Mississippi. En 1810, les habitants de Baton Rouge constituèrent un gouvernement, se saisirent du fort espagnol et sollicitèrent la protection des États-Unis. Le président James Madison autorisa William C. C. Claiborne, gouverneur du Territoire d'Orléans, à prendre possession de la partie de la Floride occidentale comprise entre le Mississippi et la Perdido River, cependant Claiborne n'occupa que la partie située à l'ouest de la Pearl River. Madison envoya ensuite George Mathews négocier avec les autorités de Floride. Lorsque la demande de cession du reste de la Floride occidentale aux États-Unis fut refusée par le gouverneur espagnol, Mathews se rendit en Floride orientale pour tenter d'y lancer une rébellion semblable à celle de Baton Rouge. Comme les habitants de Floride orientale se satisfaisaient très bien de leur situation, une troupe de volontaires (à qui l'on avait promis des terres gratuites) fut levée en Géorgie. En mars 1812, cette unité de « Patriotes », assistée de quelques canonnières de l'United States Navy s'emparèrent de Fernandina. La prise de Fernandina avait au préalable été autorisée par le président Madison, mais il la désavoua par la suite. Les Patriotes ne purent, cependant, prendre le Castillo de San Marcos à Saint Augustine, et l'approche de la guerre avec le Royaume-Uni conduisirent les Américains à renoncer à leur incursion en Floride orientale. Par contre, en 1813, des troupes américaines prirent Mobile aux Espagnols.
Avant que les Patriotes ne fassent retraite, ils furent attaqués par des Séminoles, alliés des Espagnols. Ces attaques confortèrent les Américains dans leur idée que les Séminoles étaient leurs ennemis. La présence de Séminoles noirs, lors du combat, raviva la crainte d'une révolte d'esclaves parmi les Géorgiens de l'armée des Patriotes. En septembre 1812, une compagnie de volontaires de Géorgie attaqua, sans succès, les Séminoles vivant sur l'Alachua Prairie. Une force plus importante, début 1813, chassa les Séminoles de leurs villages sur l'Alachua Prairie, puis tua ou s'empara de plusieurs milliers de têtes de bétail appartenant aux Séminoles.

## Première guerre séminole

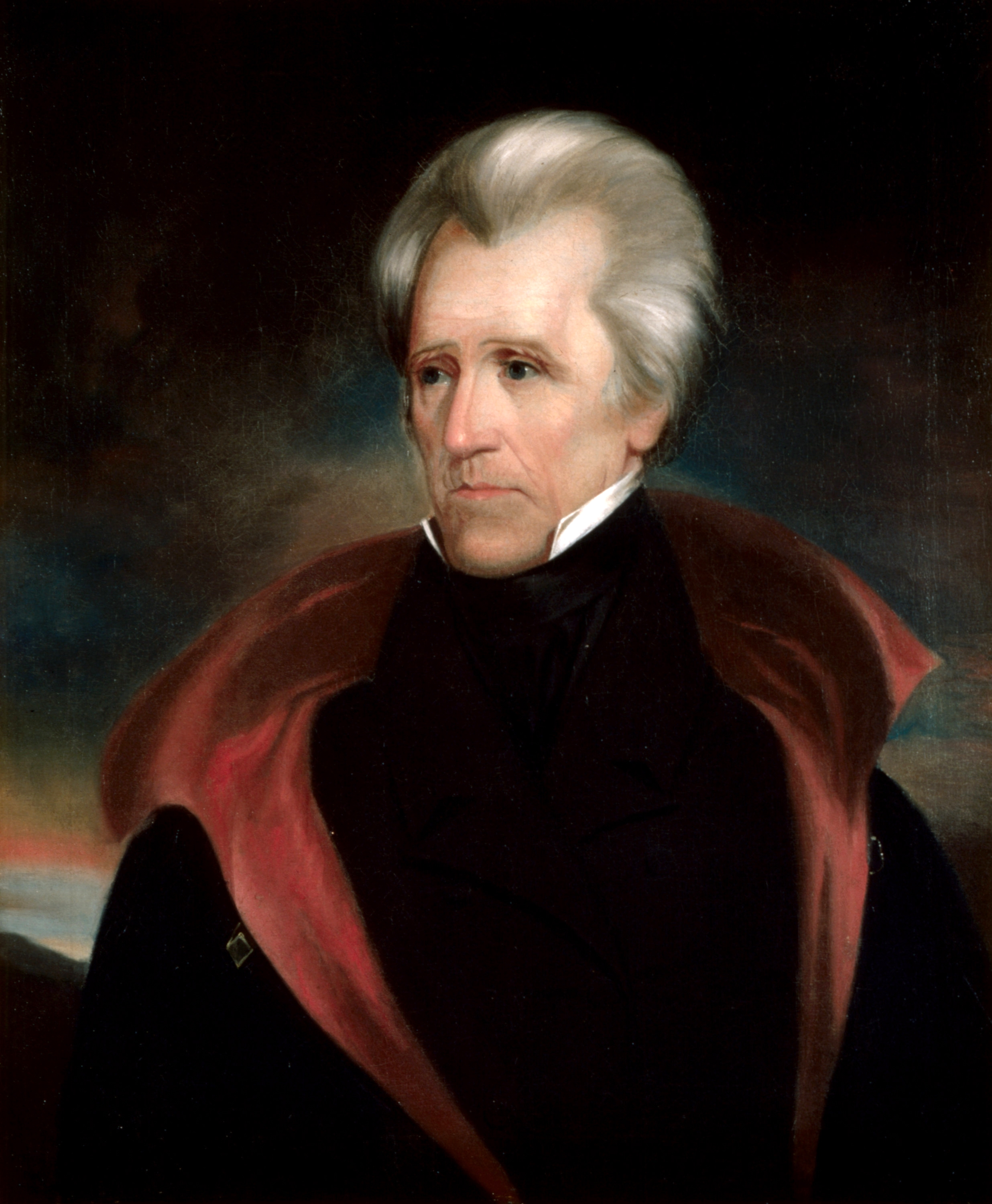
Andrew Jackson conduisit l'invasion de la Floride, lors de la première guerre séminole.

Les dates de début et de fin de la première guerre séminole ne sont pas clairement définies. L'infanterie de l'US Army indique qu'elle s'étendit de 1814 à 1819. Le U.S. Navy Naval Historical Center donne 1816 à 1818. Un autre site de l'Armée mentionne 1817 à 1818. Enfin l'unité historique du 1st Battalion du 5th Field Artillery indique que la guerre se déroula en 1818 uniquement.

### La guerre Creek et le «fort Nègre»
Un nouvel évènement affecta bientôt les Séminoles de Floride, la guerre Creek qui se déroula de 1813 à 1814. Andrew Jackson devint un héros national, en 1814, à la suite de sa victoire sur les Creeks, lors de la bataille de Horseshoe Bend. Il imposa alors aux Creeks, le traité de Fort Jackson qui confisquait leur territoire s'étendant au sud de la Géorgie et au centre et sud de l'Alabama. Dépossédés de leurs terres, ils se réfugièrent alors en Floride.
En 1814, également, les Britanniques, en guerre avec les États-Unis, débarquèrent des troupes à Pensacola et en d'autres lieux de Floride occidentale, où ils commencèrent à recruter des alliés amérindiens. En mai 1814, une troupe britannique pénétra l'embouchure de l'Apalachicola, distribuant des armes aux Séminoles, aux Creeks et aux esclaves en fuite. Les Britanniques remontèrent la rivière et établirent un fort à Prospect Bluff. Après que les Britanniques et leurs alliés amérindiens ont été repoussés lors de l'attaque de Mobile, une troupe américaine, conduite par le général Jackson chassa les Britanniques de Pensacola. Les travaux de construction du fort à Prospect Bluff furent cependant poursuivis. Lorsque la guerre prit fin, les forces britanniques abandonnèrent la Floride occidentale, à l'exception du major Edward Nicholls des Royal Marines. Il supervisa l'approvisionnement du fort en canons, mousquets et munitions. Il dit aux Amérindiens que le traité de Gand garantissait la restitution de toutes les terres indiennes perdues lors de la guerre, y compris les terres creeks de Géorgie et d'Alabama. En 1815, comme les Séminoles n'étaient pas intéressés à monter la garde dans un fort, le major Nicholls invita les esclaves en fuite à s'y installer. La nouvelle parvint aux Blancs du Sud des États-Unis qui le surnommèrent Negro Fort (« fort Nègre ») et y voyaient une dangereuse source d'inspiration à la fuite et à la révolte pour leurs esclaves.

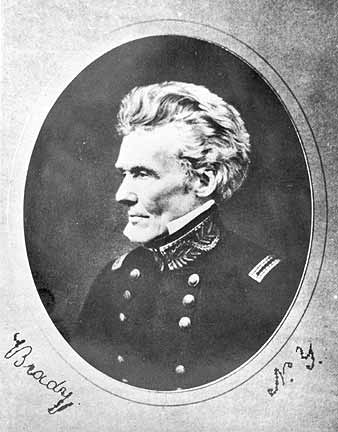
Portrait d'Edmund Pendleton Gaines.

Andrew Jackson désirait éliminer le Negro Fort, mais il était en territoire espagnol. En avril 1816, il informa le gouverneur de Floride occidentale que si les Espagnols n'éliminaient pas le fort, il le ferait. Le gouverneur répondit que les moyens à sa disposition, ne lui permettait pas de s'en emparer. Jackson chargea le général de brigade Edmund Pendleton Gaines de s'occuper du fort. Gaines donna l'ordre au colonel Duncan Lamont Clinch de construire Fort Scott sur la Flint, juste au nord de la frontière avec la Floride. Gaines rendit publique son intention d'approvisionner Fort Scott depuis La Nouvelle-Orléans en remontant l'Apalachicola, ce qui impliquait de passer à travers le territoire espagnol et devant Negro Fort. Gaines dit à Jackson qu'emprunter l'Apalachicola pour approvisionner Fort Scott permettrait à l'U.S. Army de garder un œil sur les Séminoles et le Negro Fort. Il ajouta que si ce dernier ouvrait le feu sur les bateaux d'approvisionnement, cela donnerait un prétexte aux Américains pour le détruire.
Une flotte à destination de Fort Scott atteignit l'Apalachicola en juillet 1816. Clinch descendit le long de l'Apalachicola à la tête d'une force composée de plus de 100 soldats américains et d'environ 150 alliés creeks. La flotte fit sa jonction avec Clinch devant Negro Fort, et deux canonnières prirent position sur la rivière, devant le fort. Les Noirs du fort firent feu avec leur canons sur les soldats américains et leurs alliés creeks, mais ils n'avaient que peu d'expérience au maniement du canon. Les Américains ripostèrent et le neuvième coup, tiré par les canonnières, fut un boulet rouge (un boulet de canon chauffé jusqu'à ce qu'il devienne rouge), qui atterrit dans le magasin de poudre du fort. L'explosion qui détruisit le fort, fut entendue jusqu'à Pensacola à plus de 160 km. Sur quelque 320 personnes qui occupaient le fort, plus de 250 moururent instantanément, et de nombreuses autres peu de temps après, des suites de leurs blessures. Après la destruction du fort, l'US Army se retira de Floride, mais des squatters américains et des hors-la-loi conduisirent des raids contre les Séminoles, tuant les Amérindiens et volant leur bétail. Le ressentiment envers les Américains, qui tuaient les leurs et les volaient, s'accrut au sein des Séminoles. Ce qui les conduisit, à leur tour, à attaquer les colons américains et à voler leur bétail. Le 24 février 1817, les Séminoles tuèrent Madame Garrett et ses deux très jeunes enfants, qui vivaient dans le comté de Camden, en Géorgie,.

### Fowltown et le massacre de Scott
Fowltown était un village Miccosukee du Sud-Ouest de la Géorgie, situé à une vingtaine de kilomètres de Fort Scott. Le chef Neamathla de Fowltown entra en conflit avec le commandant de Fort Scott quant à la souveraineté des Miccosukees sur les terres de la rive orientale de la Flint. Le territoire du Sud de la Géorgie avait été cédé par les Creeks lors du traité de Fort Jackson, mais les Miccosukees ne se considéraient pas eux-mêmes comme appartenant à la nation creek, ne se sentaient donc pas liés par le traité et n'acceptaient évidemment pas que les Creeks puissent céder le territoire des Miccosukees. En novembre 1817, le général Gaines envoya 250 hommes pour capturer Neamathla. La première tentative fut déjouée par le Miccosukees. Le jour suivant, le 22 novembre 1817, les Miccosukees furent chassés de leur village et Fowltown fut détruit. Certains historiens mentionnent cette date, comme celle du début de la guerre. David Brydie Mitchell, ancien gouverneur de Géorgie et agent indien à cette époque, mentionna dans un rapport au Congrès que l'attaque sur Fowltown marquait le début de ce que l'on nommerait plus tard, la première guerre séminole.
La semaine suivante, un bateau amenant des provisions à Fort Scott, commandé par le lieutenant R. W. Scott, fut attaqué sur l'Apalachicola. Il y avait à bord cinquante personnes, dont vingt soldats malades, sept épouses de soldats et probablement quelques enfants (bien que certains rapports mentionnent que quatre enfants furent tués par les Séminoles, ils ne le furent pas dans les premiers rapport sur le massacre et leur présence à bord ne fut pas confirmée). La plupart des passagers fut tuée par les Amérindiens. Une femme fut faite prisonnière et six survivants réussirent à rejoindre le fort,.
Le général Gaines avait reçu ordre de ne pas envahir la Floride, ordre amendé par la suite, l'autorisant à de courtes intrusions. Lorsque la nouvelle du massacre de Scott arriva à Washington, Gaines reçut l'ordre d'envahir la Floride et de poursuivre les Amérindiens mais de n'attaquer aucune installation espagnole. Cependant, Gaines était alors en route en Floride orientale afin de se charger de pirates qui occupaient Fernandina. Le secrétaire à la Guerre John Caldwell Calhoun donna alors l'ordre à Andrew Jackson de conduire l'invasion de la Floride.

### Jackson envahit la Floride
Jackson rassembla ses forces à Fort Scott en mars 1818. Elles comprenaient 800 réguliers de l'US Army, 1 000 volontaires du Tennessee, 1 000 miliciens de Géorgie, et environ 1 400 guerriers lower creeks. Le 13 mars, l'armée de Jackson entra en Floride, en longeant l'Apalachicola. Lorsqu'ils atteignirent le site de Negro Fort, Jackson fit construire à ses hommes un nouveau fort, Fort Gadsden. L'armée se mit alors à la recherche des villages amérindiens autour du lac Miccosukee. Le village amérindien de Tallahassee fut incendié le 31 mars et le village de Miccosukee fut pris le jour suivant. Plus de 300 habitations amérindiennes furent détruites. Jackson partit ensuite vers le sud, atteignant St. Marks le 6 avril.
À St. Marks, Jackson s'empara du fort espagnol, où il trouva Alexander George Arbuthnot, un commerçant écossais des Bahamas. Il traitait avec les Amérindiens de Floride et avait écrit des lettres aux Britanniques et aux Américains de la part de ceux-ci. On le soupçonnait de vendre des armes aux Amérindiens et de les préparer à la guerre. Il vendait probablement des armes à ces derniers, puisque les échanges avec les Amérindiens concernaient principalement des peaux de daims et que les Amérindiens avaient besoin de fusils pour les chasser. Deux chefs amérindiens, Josiah Francis, un Creek de la tribu des Red Stick, connu également comme le Prophet (à ne pas confondre avec Tenskwatawa) et Homathlemico, avaient été capturés sur un navire américain arborant le drapeau du Royaume-Uni qui était ancré au large de St. Marks. Dès que Jackson arriva à St. Marks, les deux Amérindiens furent amenés à terre et pendus.
Jackson quitta St. Marks pour attaquer les villages le long de la Suwannee, qui étaient surtout occupés par des esclaves en fuite. Le 12 avril, l'armée découvrit un village Red Stick village le long de l'Econfina River (en). Plus de quarante villageois furent tués et une centaine de femmes et d'enfants furent capturés. Dans le village, ils trouvèrent Elizabeth Stewart, la femme qui avait été capturée sur le bateau de Scott en novembre. Harcelée par les Séminoles noirs tout au long du chemin, l'armée trouva les villages de la Suwannee abandonnés. Au même moment, Robert Ambrister, un ancien Royal Marines et auto-proclamé « agent » britannique, fut capturé par les hommes de Jackson. Ayant détruit la plupart des plus importants villages des Séminoles et des Noirs, Jackson déclara sa victoire et renvoya la Milice de Géorgie et les Lower Creeks chez eux. Le reste de l'armée regagna St. Marks.

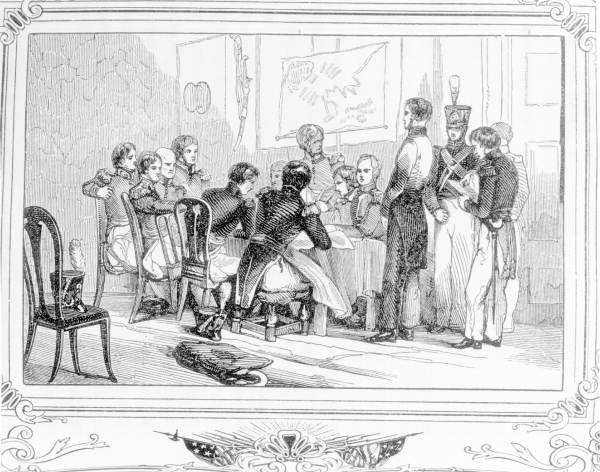
Gravure du procès de Robert Ambrister lors de la première guerre séminole.

À St. Marks un tribunal militaire fut convoqué et Arbuthnot y fut accusé d'avoir aidé les Séminoles et de les avoir incités à la guerre contre les États-Unis. Ambrister s'en remit à la clémence de la cour, alors qu'Arbuthnot clama son innocence, arguant qu'il ne s'était engagé que dans des opérations commerciales légales. Le tribunal les condamna tous deux à mort mais commua la sentence d'Ambrister en cinquante coups de fouet et un an de travaux forcés. Jackson, cependant reconduisit la peine de mort pour Ambrister qui fut passé par les armes le 29 avril 1818. Arbuthnot fut, quant à lui, pendu à la plus haute vergue de son propre navire.
Jackson laissa une garnison à St. Marks et retourna à Fort Gadsden. Il mentionna dans un premier rapport que tout était paisible et qu'il allait rentrer à Nashville. Il rapporta ensuite que les Amérindiens se regroupaient et que les Espagnols les approvisionnaient, aussi quitta-t-il Fort Gadsden avec 1 000 hommes, le 7 mai, pour Pensacola. Le gouverneur de Floride occidentale protesta que la plupart des Amérindiens, qui s'y trouvaient, étaient des femmes ou des enfants et que les hommes n'étaient pas armés, mais ceci n'arrêta pas Jackson. Quand il atteignit Pensacola le 23 mai, le gouverneur et les 175 hommes de la garnison espagnole se replièrent dans le fort Barrancas, laissant la ville de Pensacola à Jackson. Les deux parties échangèrent quelques coups de canons pendant quelques jours, puis les Espagnols se rendirent le 28 mai. Jackson nomma le colonel William King gouverneur militaire de Floride occidentale et rentra chez lui.

### Conséquences
Les actions de Jackson ont eu des répercussions internationales. L'Espagne a protesté contre l'invasion américaine, en réponse le secrétaire d'État John Quincy Adams envoyé une lettre (avec 72 pièces justificatives) dans laquelle il accusait les Britanniques, les Espagnols et les Indiens de la guerre, défendant les actions de Jackson, affirmant qu'elles étaient nécessaires, a renforcé sa position diplomatique, exigeant que l'Espagne contrôle les Floridiens de l'Est ou les cède aux États-Unis. L'Espagne, reconnaissant que depuis 1813 la Floride était devenue un "territoire sauvage" et que les États-Unis ne rendraient pas ce qu'ils avaient conquis, a entamé des négociations pour ce qui serait connu sous le nom de traité d'Adams-Onís, l'accord reconnaissant la conquête américaine de la Floride en échange pour les États-Unis ont reconnu la possession espagnole du Texas (qui comprend les territoires de l'ancienne Louisiane espagnole, aujourd'hui américaine). La négociation du traité a commencé en 1819, bien qu'il n'ait été ratifié que le 22 février 1821.
Le Royaume-Uni protesta de l'exécution de deux de ses sujets qui n'étaient jamais entrés sur le territoire des États-Unis. On discuta en Grande-Bretagne d'une demande de réparation et de possibles représailles. Les Américains craignirent qu'une nouvelle guerre n'éclate avec les Britanniques. Finalement le Royaume-Uni réalisa à quel point les États-Unis étaient importants pour sa propre économie et opta pour la conservation de bonnes relations.
Il y eut également des répercussions aux États-Unis. Des commissions parlementaires tinrent des auditions sur les irrégularités des procès d'Ambrister et Arbuthnot. Alors que la plupart des Américains soutenaient Jackson, certains s'inquiétaient qu'il pussent devenir le Napoléon américain. Lorsque le Congrès se réunit à nouveau en décembre 1818, des résolutions condamnant les actes de Jackson furent soumises au vote. Jackson était devenu trop populaire et les résolutions échouèrent, mais les exécutions d'Ambrister et Arbuthnot laissèrent une tache sur sa réputation tout au long de son existence, même si cela ne l'empêcha pas d'être élu président des États-Unis en 1828.

## Premier interbellum
L'Espagne, par le traité d'Adams-Onís, cède la Floride aux États-Unis qui en prennent possession en 1821. Le général Andrew Jackson en est nommé gouverneur militaire en mars 1821, mais n'arrive à Pensacola qu'en juillet 1821. Il démissionne de ce poste en septembre 1821 et rentre chez lui en octobre, n'ayant passé que trois mois en Floride. Son successeur, William P. DuVal, n'est pas nommé avant avril 1822, mais il quitte la Floride pour retourner, en visite, chez lui au Kentucky avant la fin de l'année. Les autres postes officiels du territoire souffrent également de telles absences, dues sans doute au climat inhospitalier de la Floride à cette époque.
Les Séminoles représentent toujours un problème pour le nouveau gouvernement. Au début 1822, le capitaine John R. Bell, secrétaire provisoire du Territoire de Floride et agent temporaire chargé des Séminoles, prépare une estimation du nombre d'Indiens vivant en Floride. Il rapporte que 5 000 Amérindiens et 300 esclaves leur appartenant vivent sur le territoire. Il estime que les deux tiers sont des réfugiés de la guerre creek, n'ayant aucun droit (du point de vue américain) sur la Floride. Les principaux villages amérindiens sont situés le long de l'Apalachicola et de la Suwannee, depuis le Sud-Est de l'Alachua Prairie, jusqu'au sud-ouest et un peu au nord de la baie de Tampa.
Les officiels de Floride sont inquiets, dès le début, de la situation conflictuelle avec les Séminoles. Jusqu'à ce qu'un traité soit signé, instaurant une réserve, les Amérindiens ne sont jamais sûrs de pouvoir mener à bien leurs cultures, sans voir des squatters blancs venir occuper leurs terres. Il n'existe pas non plus de moyen de contrôle de licence pour ceux qui font le commerce de l'alcool avec les Amérindiens. En outre, en raison de l'absence ou de la présence à temps partiel des officiels américains rendent difficiles ou impossibles leurs rencontres avec les Séminoles.

### Traité de Moultrie Creek
Finalement, une rencontre visant à négocier un traité est organisée au début de septembre 1823, à Moultrie Creek, au sud de la ville actuelle de St. Augustine. Environ 425 Séminoles assistent à cette réunion, et choisissent comme représentant principal le chef Neamathla, de la tribu Miccosukee. Aux termes des négociations, les Séminoles sont contraints de se placer sous la protection des États-Unis et de renoncer à toutes prétentions sur les terres de Floride, en échange d'une réserve d'environ quatre millions d'acres (16 000 km2).
La réserve doit prendre place au centre de la péninsule de Floride, du Nord de l'actuelle ville d'Ocala, jusqu'à l'extrémité sud de Tampa Bay. Les frontières sont à l'intérieur des terres, afin de leur empêcher tout contact avec les commerçants de Cuba et des Bahamas. Neamathla et cinq autres chefs sont toutefois autorisés à garder leurs villages le long de l'Apalachicola.

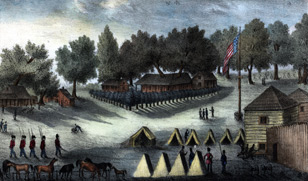
Les baraquements et tentes de Fort Brooke à Tampa Bay.

Les effets du traités sont longs à se faire sentir. Le gouvernement américain fait construire Fort Brooke, près de l'actuelle ville de Tampa, et y loge quatre compagnies d'infanterie, au début 1824, pour montrer aux Séminoles qu'il souhaite sérieusement les voir s'installer dans la réserve. Cependant en juin, James Gadsden, qui était le principal négociateur du traité et responsable de son suivi, rapporte que les Séminoles en sont mécontents et souhaitent le renégocier. En juillet le gouverneur DuVal mobilise la milice et ordonne aux chefs Tallahassee et Mikasukee de le rencontrer à St. Marks. Lors de la réunion, il ordonne aux Séminoles de s'installer dans la réserve avant le 1er octobre 1824.
Comme les Séminoles n'ont toujours pas intégré la réserve en octobre, le gouverneur DuVal offre des compensations à ceux qui acceptent de s'y installer. Il fait distribuer des rations alimentaires, depuis Fort Brooke à ceux qui s'y trouvent. Petit à petit, les Séminoles prennent le chemin de la réserve, mais au bout d'un an seulement, certains la quittent pour retourner sur leurs terres près de la Suwannee et de l'Apalachicola. Cependant ils sont une majorité à s'être installés dans la réserve vers 1826. Ils sont mécontents, car ils doivent défricher le terrain pour pouvoir y planter, puis la sécheresse frappe leurs plantations. On rapporte que certains d'entre eux sont morts de faim. Le colonel George M. Brooke, qui commande Fort Brooke, et le gouverneur DuVal écrivent à Washington pour obtenir de l'aide pour les Séminoles, mais leur demandes restent vaines, engluées dans un débat avec ceux qui souhaitent déporter tous les Amérindiens à l'ouest du Mississippi. Au bout de cinq mois aucune aide n'est parvenue aux Séminoles.
En 1827, Fort King est construit à proximité de l'agence de la réserve, sur un site qui est aujourd'hui la ville d'Ocala, et en ce début d'année, l'Armée rapporte que les Séminoles ont intégré la réserve et que la Floride vit en paix. Cette paix va durer cinq années durant lesquelles, à maintes reprises, il est demandé que les Séminoles soient déplacés à l'ouest du Mississippi. Les Séminoles se sont opposés à toutes ces demandes de déplacement et en particulier à la suggestion qu'ils rejoignent leur peuple d'origine, les Creeks. La plupart des colons américains voient alors les Séminoles comme étant simplement des Creeks ayant récemment immigré en Floride, alors que les Séminoles revendiquent la Floride comme leur patrie, et nient toute connexion avec les Creeks.
Le statut des esclaves en fuite est un thème récurrent de brouille entre les Séminoles et les colons. Les Séminoles et les chasseurs d'esclaves se disputent la propriété de ceux-ci. De nouvelles plantations en Floride accroissent le nombre d'esclaves qui s'enfuient chez les Séminoles. Inquiet de la possibilité d'un soulèvement amérindien et aussi d'une révolte d'esclaves, le gouverneur Duval requiert la présence de plus de troupes fédérales en Floride, mais au contraire, Fort King est fermé en 1828. Les Séminoles, à court de nourriture et trouvant que le gibier est de plus en plus rare sur le territoire de la réserve, se risquent fréquemment hors de celle-ci. C'est également en 1828, qu'Andrew Jackson, un vieil ennemi des Séminoles, est élu Président des États-Unis. En 1830, le Congrès vote l'Indian Removal Act qui prévoit de résoudre tout problème avec les Séminoles en les déplaçant à l'ouest du Mississippi.

### Traité de Payne's Landing

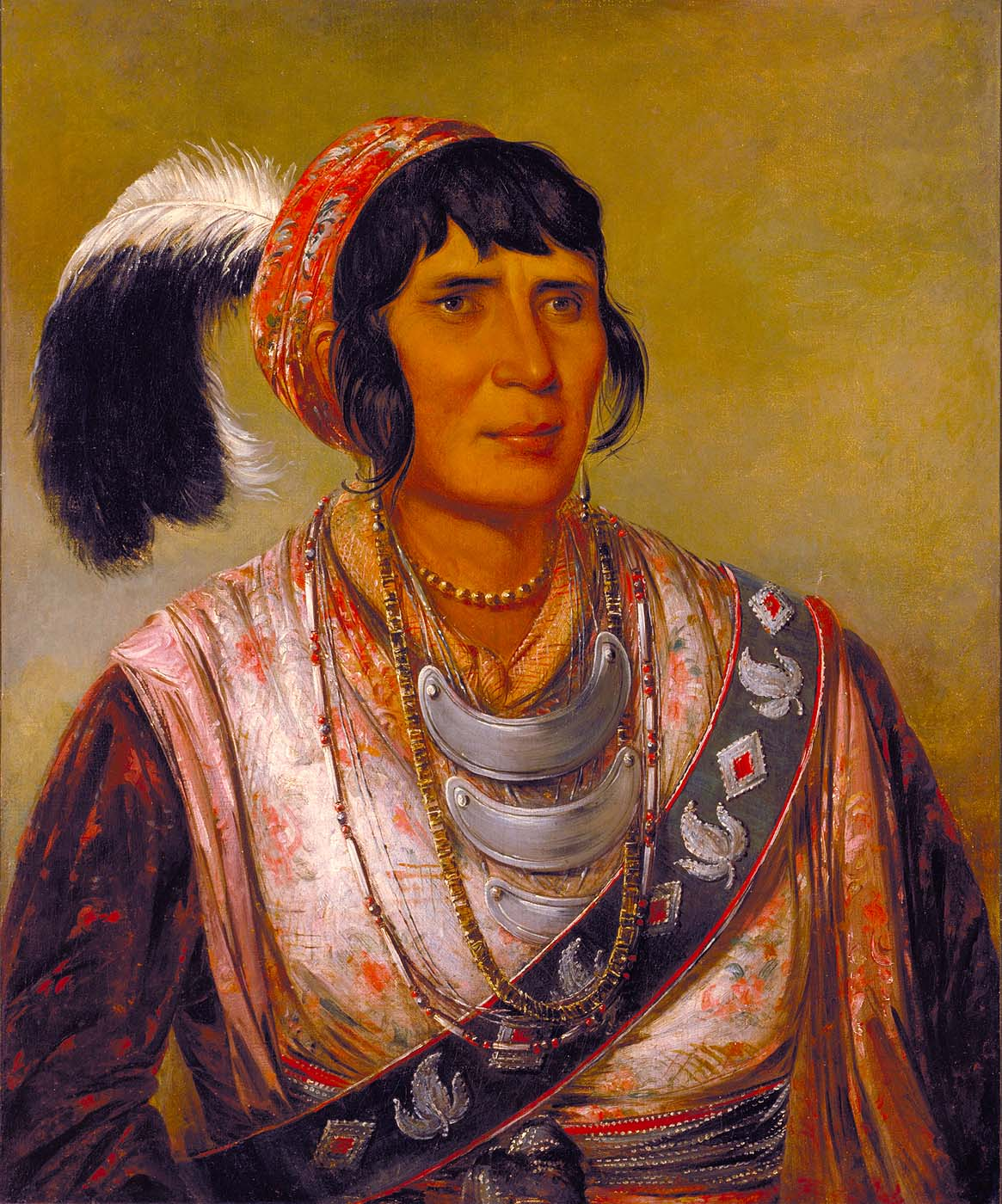
Le chef séminole Osceola.

Au printemps 1832, les Séminoles de la réserve sont invités à une réunion à Payne's Landing le long de l'Ocklawaha. Le traité qui y est négocié enjoint aux Séminoles de partir vers l'ouest, si le territoire y est jugé satisfaisant. Il est décidé qu'ils émigreront sur la réserve des Creeks et qu'ils feront dès lors partie de la tribu creek. La délégation, composée de sept chefs qui doivent inspecter la nouvelle réserve ne quitte pas la Floride avant octobre 1832. Après avoir visité la région pendant plusieurs mois et avoir conféré avec les Creeks qui y vivent déjà, les sept chefs signent, le 28 mars 1833, une déclaration qui juge ce nouveau territoire satisfaisant.
Cependant, dès leur retour en Floride, la plupart des chefs dénoncent cette déclaration, affirmant qu'ils ne l'ont pas signée ou qu'ils y ont été contraints, et qu'en tout état de cause ils n'étaient pas habilités à décider au nom de toutes les tribus et groupes vivant sur la réserve. Les populations des villages dans la région de l'Apalachicola étant cependant convaincues, elles partent vers l'ouest en 1834.
Le Sénat des États-Unis ratifie finalement le traité de Payne's Landing, en avril 1834. Il donne aux Séminoles trois ans pour partir s'installer à l'ouest du Mississippi. Le gouvernement interprète ces trois années comme débutant en 1832, et s'attend à ce que les Séminoles soient partis en 1835. Fort King est rouvert en 1834. Un nouvel agent, chargé des Séminoles, Wiley Thompson, est nommé en 1834, et il se voit confier la tâche de persuader ceux-ci de partir. Il invite tous les chefs à Fort King en octobre 1834 pour leur parler du départ vers l'ouest. Les Séminoles informent Thompson qu'ils n'ont pas l'intention de partir, et qu'ils ne se sentent liés par le traité de Payne's Landing. Thompson demande alors des renforts pour Fort King et Fort Brooke, rapportant que, « les Indiens après avoir reçu leur dotation annuelle ont acheté des quantités inhabituelles de poudre et de plomb. » Le général Clinch avertit également Washington que les Séminoles n'ont pas l'intention de partir, et que davantage de troupes sont nécessaires pour les forcer à le faire. En mars 1835 Thompson invite tous les chefs pour leur lire une lettre qu'Andrew Jackson leur adresse. Dans cette missive, Jackson dit, « Si vous ... refusiez de partir, j'ai donné ordre à l'officier commandant de vous déplacer par la force. » Les chefs demandent trente jour pour communiquer leur réponse. Un mois plus tard les chefs séminoles disent à Thompson qu'ils ne partiront pas à l'ouest. Thompson et les chefs entament une dispute et le général Clinch est contraint d'intervenir pour éviter une effusion de sang. Finalement huit des chefs acceptent de partir vers l'ouest, mais demandent un délai jusqu'à la fin de l'année, ce que Thompson et Clinch acceptent.

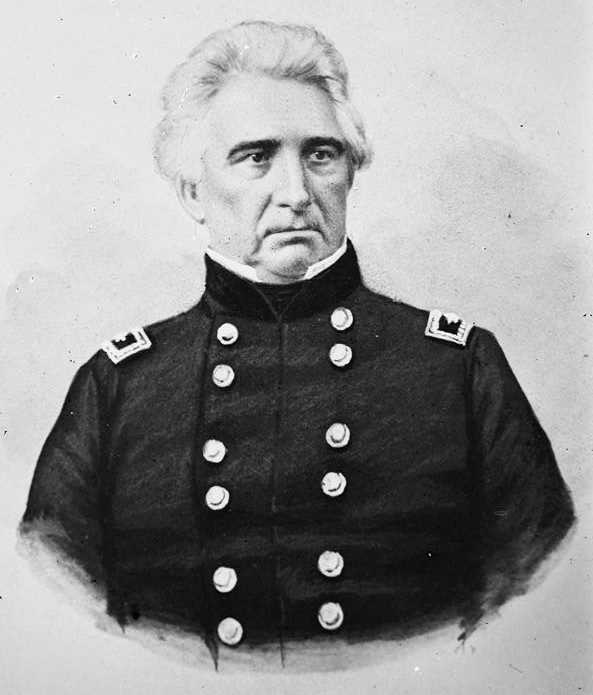
Général Duncan Lamont Clinch.

Cinq des plus importants chefs séminoles, dont Micanopy des Séminoles Alachua, n'approuvent pas ce déplacement. Par mesure de rétorsion, Thompson déclare que ces chefs sont destitués. Comme les relations avec les Séminoles se détériorent, Thompson interdit qu'on leur vende des armes et des munitions. Osceola, un jeune guerrier qui commence à se faire remarquer par les Blancs, est particulièrement fâché de cette prohibition, ressentant qu'elle assimile les Séminoles aux esclaves, il déclare, « l'homme blanc ne me fera pas noir. Je ferai l'homme blanc rouge de sang ; puis le ferai noircir au soleil et sous la pluie … et les rapaces se nourriront de sa chair ». Malgré cette déclaration, Thompson considère Osceola comme un ami et lui donne un fusil. Plus tard, cependant, alors qu'Osceola cause des troubles, Thompson le fait incarcérer à Fort King pour une nuit. Le jour suivant, afin d'obtenir sa libération, Osceola accepte de se conformer au traité de Payne's Landing et de convaincre ses partisans.
Dès lors, les incidents se multiplient et la situation ne cesse d'empirer entre Américains et Amérindiens. Un groupe de Blancs s'attaque à des Amérindiens assemblés autour d'un feu de camp. Deux autres Amérindiens arrivent alors et ouvrent le feu sur les Blancs. Trois d'entre eux sont blessés et un Amérindien est tué. En août 1835 le soldat Kinsley Dalton (qui donna son nom à la ville de Dalton en Géorgie) est tué alors qu'il transporte le courrier de Fort Brooke à Fort King. En novembre, le chef Charley Emathla, qui ne veut pas prendre part au conflit, mène son peuple à Fort Brooke où ils sont ensuite embarqués vers l'ouest. Ce que les autres Séminoles considèrent comme une trahison. Osceola rattrape Charlie Emathla sur le chemin de l'Ouest et le tue.

## Seconde guerre séminole
En réalisant que les Séminoles allaient résister à la déportation, les colons de Floride se préparent à la guerre. Ils commencent à fuir les plantations qui sont attaquées par les Amérindiens. Deux compagnies, composées de 108 hommes, commandés par le major Francis Langhorne Dade, sont envoyées depuis Fort Brooke pour renforcer Fort King. Le 28 décembre 1835, les Séminoles tendent une embuscade à la troupe et l'écrasent, ne laissant que trois survivants. Ainsi commence la seconde guerre séminole, souvent appelée la guerre séminole, qui fut la plus coûteuse des guerres indiennes et l'une des plus longues que menèrent les États-Unis puisqu'elle ne s'acheva qu'en 1842.